# آنوشاوان گاسان-جلال‌اف
آنوشاوان رافائلوویچ گاسان-جلال‌اف (روسی: Анушаван Рафаэлович Гасан-Джалалов; زاده ۲۳ آوریل ۱۹۴۷ در گیومری، ارمنستان شوروی) یک قایقران در رشته روئینگ ارمنی‌تبار اهل روسیه که برای اتحاد جماهیر شوروی سوسیالیستی در بازی‌های المپیک تابستانی ۱۹۷۶ به رقابت پرداخت.